# Amphithalea alba
Amphithalea alba är en ärtväxtart som beskrevs av Granby. Amphithalea alba ingår i släktet Amphithalea och familjen ärtväxter. Inga underarter finns listade i Catalogue of Life.